# Miguel Colás
Miguel Colás (* 4. Oktober 1994) ist ein mexikanischer Eishockeyspieler, der seit 2013 bei der Fundación Deportiva Talaveros Puebla in Mexiko unter Vertrag steht.

## Karriere
Miguel Colás begann seine Karriere als Eishockeyspieler bei den Aztec Eagle Warriors aus der Hauptstadt Mexiko-Stadt, mit denen er in der 2010 neugegründeten Liga Mexicana Élite spielte. 2013 wechselte er zum Ligakonkurrenten Borregos Hockey Tec Monterrey, obwohl er im selben Jahr von den Bracebridge Phantoms beim GMHL Draft in der 6. Runde als insgesamt 111. Spieler gedraftet worden war. Seit 2014 spielt er für die Fundación Deportiva Talaveros Puebla.

### International
Im Junioren-Bereich spielte Colás mit der mexikanischen U-18-Auswahl bei den Weltmeisterschaften der Division III 2011, als er die meisten Verteidigertore im Turnier erzielte, und 2012. Mit der U-20 seines Landes nahm er an den Weltmeisterschaften der Division II 2012 sowie der Division III 2011, 2013, als er die meisten Scorerpunkt eines Defensivspielers erreichte, und 2014, teil. Bei der U-18-WM 2012 und der U-20-WM 2014 führte er jeweils sein Team als Mannschaftskapitän auf das Eis und wurde in beiden Jahren auch als bester Spieler seines Teams geehrt.
Mit der Herren-Nationalmannschaft nahm Colás an den Weltmeisterschaften der Division II 2012, 2013, 2014, 2015, 2016, 2017 und 2018 teil.
Zudem stand er bei der Olympiaqualifikation für die Spiele in Sotschi 2014, bei der die mexikanische Mannschaft aber bereits in der Vorqualifikation ausschied, und beim Pan-amerikanischen Eishockeyturnier 2014, bei dem er mit seinem Team den zweiten Rang belegte, auf dem Eis.

## Erfolge und Auszeichnungen
- 2011 Meiste Tore eines Verteidigers bei der U-18-Weltmeisterschaft der Division III, Gruppe B
- 2011 Aufstieg in die Division II bei der U-20-Weltmeisterschaft der Division III
- 2013 Meiste Scorerpunkte eines Defensivspielers bei der U-20-Weltmeisterschaft der Division III